# Nazionale di bob dell'Armenia
La nazionale di bob dell'Armenia è la selezione che rappresenta l'Armenia nelle competizioni internazionali di bob.
La squadra ha preso parte a due edizioni dei Giochi olimpici invernali.

## Storia
Dopo l'indipendenza dell'Armenia del 1991, gli statunitensi di origine armena Ken Topalian e Joe Almasian pensarono di creare una squadra di bob a due per rappresentare l'Armenia alle Olimpiadi invernali del 1994 a Lillehammer, in Norvegia, ispirati dall'ex bobbista professionista Paul Varadian, che Topalian conobbe durante la frequentazione dell'Armenian Youth Federation (AYF). Dopo aver noleggiato per 1.600 dollari un bob di seconda mano dalla Nazionale di bob delle Samoa Americane, dalla fine del 1992 Topalian e Almasian si allenarono settimanalmente sulla pista olimpica di Lake Placid, seguiti dall'ex pilota statunitense di bob Jim Hickey. Due settimane prima dei Giochi, il governo armeno concesse ad entrambi la cittadinanza e l'autorizzazione a rappresentare il paese, seppure che nessuno dei due fosse né nato né mai stato in Armenia. Il team olimpico armeno si piazzò al 36º posto della gara olimpica del bob a due.
Negli anni 2000 il californiano Dan Janjigian sviluppò un interesse per il bob dopo aver incontrato il bobbista olimpico greco John-Andrew Kambanis al matrimonio di un amico comune e aver frequentato la scuola olimpica di bob a Calgary. Inizialmente Janjigian gareggiò con il frenatore Ara Bezdjian, che però si infortunò alla schiena; venne quindi contattato un campione di sollevamento pesi dall'Armenia, ma la sua richiesta di visto fu annullata in seguito agli attentati dell'11 settembre 2001. Venne infine ingaggiato Yorgo Alexandrou, che pur essendo di origine greca, ottenne ugualmente la cittadinanza armena con Janjigian. Insieme si allenarono per le strade di San Jose, in California, su un bob dotato di ruote, che ricordava quello della nota Nazionale di bob della Giamaica di Calgary 1988. Contraendo più di 200.000 dollari di debiti, la squadra concluse i turni di qualificazione conquistando il 5º posto solo nell'ultima manche. Alle Olimpiadi invernali di Salt Lake City 2002 gli armeni presero parte alla gara di bob a due, classificandosi al 33º posto. Janjigian si è poi ritirato dal bob nel 2007 dopo un incidente e la lussazione di una spalla.

## Partecipazione ai giochi olimpici invernali

### Bob a due uomini
| Anno | Città          | classifica | Composizione                    |
| ---- | -------------- | ---------- | ------------------------------- |
| 1994 | Lillehammer    | 36°        | Joe Almasian, Ken Topalian      |
| 2002 | Salt Lake City | 33°        | Yorgo Alexandrou, Dan Janjigian |